# Perehinske
Perehinske (în ucraineană Перегінське) este o așezare de tip urban din raionul Rojneativ, regiunea Ivano-Frankivsk, Ucraina. În afara localității principale, mai cuprinde și satul Zakernîcine.

## Demografie
Componența lingvistică a așezării de tip urban Perehinske
     Ucraineană (99,67%)
     Alte limbi (0,28%)
Conform recensământului din 2001, majoritatea populației așezării de tip urban Perehinske era vorbitoare de ucraineană (99,67%), existând în minoritate și vorbitori de alte limbi.